# Resistencia
Resistencia is een stad in het noorden van Argentinië en is de hoofdstad van de provincie Chaco en ligt aan de oever van de Paraná. Tevens ligt de stad in departement San Fernando. De stad heeft 274.490 inwoners, in het totale verstedelijkte gebied wonen 359.590 mensen, waarmee het de elfde stad van het land is.
Resistencia is het bestuurlijke en economische centrum van het dunbevolkte noordelijke gebied. Belangrijke industrieën zijn productie van voedsel, textiel, metalen en houtbewerking.
Oorspronkelijk werd de stad San Fernando del Río Negro genoemd. De stad werd in de 17e eeuw door jezuïetenmissies gesticht en weer door hen verlaten in de 18e eeuw. In de Oorlog van de Drievoudige Alliantie werd het een belangrijke militaire plaats, zijn huidige naam draagt het sinds 1876.
In 1939 werd Resistencia de zetel van een rooms-katholiek bisdom. In 1984 werd Resistencia een aartsbisdom.

## Toerisme
De stad kent weinig toeristische hoogtepunten. De stad is het meest bekend om zijn houtbewerkingsindustrie. In de maand juli vinden er wedstrijden plaats. Sinds kort zijn er ook ijssculptuurwedstrijden, hoewel het subtropische klimaat dit bemoeilijkt. De houtsculpturen zijn na de wedstrijd meestal in parken te bewonderen, in totaal staan er in de stad zo'n 400 houten kunstvoorwerpen.

## Geboren
- Fabián Gómez (1978), golfer
- Juan Manuel Insaurralde (1984), voetballer
- Emiliano Grillo (1992), golfer
- Ramón Miérez (1997), voetballer
- Claudio Echeverri (2006), voetballer